# Гырдев, Явор
Явор Гырдев (болг. Явор Гърдев Стефанов, 23 февраля 1972, София) — болгарский режиссёр театра и кино.

## Биография
В 1997 году окончил Софийский университет по специальности «философия», в 1998 году получил диплом магистра Национальной академии театрального и кинематографического искусства «Кристо Сарафов» в Софии.
С 1994 года поставил более 20 спектаклей в театрах Болгарии и других стран, а также несколько видео- и радиопроектов. Также организовал и провёл несколько перформансов. Также является автором статей по философии, эстетике и искусству.
Известность за пределами Болгарии получил как режиссёр снятого в 2008 году дебютного фильма «Дзифт». За него Гырдев получил приз Московского международного кинофестиваля за лучшую режиссёрскую работу.
Последние театральные постановки в Национальном театре Ивана Вазова.
Осуществил ряд театральных постановок в России:
- 2011 — «Урод» Мариуса фон Майенбурга (Саратовский академический театр драмы имени И. А. Слонова)
- Метод Грёнхольма (Государственный театр наций)

## Фильмография
- «Дзифт» (2008)
- «Икария» (не вышел)

## Награды
- Стал лауреатом VII областного театрального фестиваля «Золотой Арлекин» в номинации «Лучшая режиссёрская работа» за спектакль «Урод» в Саратовском академическом театре драмы имени И. А. Словнова, 2014 г.